# In Case We Die (álbum de Tinashe)
In Case We Die es el mixtape debut de la cantante estadounidense Tinashe, lanzado por primera vez el 1 de febrero de 2012 a través de su sitio web oficial. El mixtape se lanzó después de un período de cuatro años como cantante principal del grupo de chicas The Stunners y su variedad de sencillos que no forman parte del álbum, incluida una colaboración con los productores OFM, "Artificial People", en 2011 .
Como productora ejecutiva, Tinashe reclutó a una variedad de productores musicales, incluidos B. Hendrixx, Wes Tarte, K-BeatZ, Yung Shaq, ahora conocido como PianoBoy, J. Mixx, Myles Morgan, Bobby Brackins y el socio productor Nic Nac. Musicalmente, el proyecto desarrolla un nuevo sonido para Tinashe, dejando atrás los anteriores sonidos dance-pop que se escuchaban en la banda por un sonido contemporáneo de PBR&B, alternative dance, R&B y hip hop.
El álbum fue precedido por el lanzamiento del sencillo de moda, "Chainless", y más tarde, el sencillo oficial "My High" fue lanzado para su transmisión en su sitio web oficial. El segundo sencillo oficial lanzado de In Case We Die fue anunciado como "This Feeling". El video musical fue lanzado el 1 de mayo de 2012 en GlobalGrind.com. El último sencillo del mixtape, "Boss", fue lanzado el 20 de agosto de 2012 justo después de que la canción apareciera en un episodio de la serie Single Ladies de VH1.
The album was preceded by the release of the buzz single, "Chainless", and later, official single "My High" was released for streaming on her official website. The second official single released from In Case We Die was announced as "This Feeling". The music video was released on May 1, 2012 to GlobalGrind.com. The mixtape's final single, "Boss", was released August 20, 2012 just after the song was featured in an episode of the VH1 series Single Ladies.
In Case We Die recibió críticas positivas de los críticos musicales, quienes elogiaron los subgéneros del mixtape y su "ambiente relajado", y algunos críticos lo calificaron de "brillante" y elogiaron la "producción y el lirismo introspectivo". Otros críticos compararon el mixtape con los de Kanye West, The Weeknd, Cassie y Rihanna.

## Lista de canciones
| N.º | Título                           | Producer(s)             | Duración |  |
| 1.  | «Fear Not»                       | Wes Tarte               | 2:33     |  |
| 2.  | «Stargazing»                     | BMarz of The Hills Club | 3:45     |  |
| 3.  | «Yours»                          | Roc & Mayne             | 4:37     |  |
| 4.  | «Slow»                           | Nez & Rio               | 4:28     |  |
| 5.  | «Another Me»                     | Best Kept Secret        | 4:09     |  |
| 6.  | «Come When I Call»               |                         | 4:34     |  |
| 7.  | «Illusions (Interlude)»          | Tinashe                 | 0:45     |  |
| 8.  | «Reverie»                        | B. Hendrixx             | 3:57     |  |
| 9.  | «I'm Selfish»                    | Troobadore              | 2:42     |  |
| 10. | «Ecstasy»                        | K-BeatZ                 | 3:23     |  |
| 11. | «Who Am I Working For?»          | Nez & Rio               | 3:47     |  |
| 12. | «Let You Love Me (XXYYXX Remix)» | XXYYXX                  | 3:48     |  |